# Соколски дом (Соколана) у Ужицу
Соколски дом у Ужицу, познатији као Соколана, подигнут је 1934. године на иницијативу Соколског друштва „Душан Силни“. Налазио се на простору Вашариште, поред пута за Златибор, а у близини данашње аутобуске станице.

## Изградња
Пројекат је израдио архитекта Момир Коруновић, а значајну улогу у организацији вишегодишњег процеса изградње имали су начелник Соколске жупе у Ужицу, професор физичке културе, Јозеф Јехличка, као и соколске стрешине Владета Милетић и прота Витомир Видаковић, благајник Жупе, трговац Милић Глушчевић и тајник, учитељица Милица Грбић. Изградња је у значајној мери финансирана добровољним прилозима Ужичана који су живели далеко од свог завичаја, а соколска омладина из града и околних места изводила је земљане радове. Камен темељац постављен је 1. јуна 1931. године, а 1934. година узима се као година завршетка изградње, док су ситнији радови трајали све до 1937. године.

## Изглед зграде
Соколана је грађена у стилу архитектонског романтизма, са елементима средњовековне српско-византијске архитектуре. Две фасаде, једна ка граду, а друга ка Златиборском путу, складно су компоноване смењивањем испупчених и равних делова фасаде, као и комбинацијом правоугаоних зидних отвора у приземљу и лучних на спрату зграде. 
Зграда површине 1.176 м2 у средишту је имала вежбаоницу са позорницом површине 14х25 метара, док се на спрату налазила читаоница, сала за предавања и музичка дворана.

## Соколана као дом културе
Поред спортских манифестација, у Соколани су одржавани концерти ужичког певачког друштва Златиборска вила, приређиване су представе аматерског друштва Абрашевић. Гостовали су хорови и позоришта из целе земље. Током 1938. године Соколско друштво Ужице основало је Соколски Народни универзитет са бесплатним предавањима, тако да се може рећи да је Соколски дом имао улогу не само спортског, већ и значајног културног центра за град и околину.
Ова зграда битна је и за историјат Народне библиотеке Ужице: 1941. године у њој је била смештена Књижница, а у послератном периоду издвојено Дечје одењење Градске књижнице и читаонице.

## Соколана после 1945. године
После Другог светског рата у Соколани налазило се седиште Друштва за телесно васпитање „Партизан“.
Зграда је срушена 1974. године због изградње пруге Београд-Бар.